# Sonny Rollins with The Modern Jazz Quartet
| Recensione | Giudizio |
| ---------- | -------- |
| AllMusic   | [ 1 ]    |

Sonny Rollins with The Modern Jazz Quartet è una Compilation a nome di Sonny Rollins with The Modern Jazz Quartet Featuring Art Blakey and Kenny Drew, pubblicato dalla casa discografica Prestige Records nel 1956 (circa marzo o aprile del 1956).

## Tracce

### LP
Lato A
1. The Stopper (Sonny Rollins and The Modern Jazz Quartet) – 2:56 (Sonny Rollins) – Registrato il 7 ottobre 1953
2. Almost Like Being in Love (Sonny Rollins and The Modern Jazz Quartet) – 3:23 (Frederick Loewe) – Registrato il 7 ottobre 1953
3. No Moe (Sonny Rollins and The Modern Jazz Quartet) – 3:26 (Sonny Rollins) – Registrato il 7 ottobre 1953
4. In a Sentimental Mood (Sonny Rollins and The Modern Jazz Quartet) – 3:18 (Duke Ellington) – Registrato il 7 ottobre 1953
5. Scoops (Sonny Rollins Quartet) – 2:13 (Sonny Rollins) – Registrato il 17 dicembre 1951
6. With a Song in My Heart (Sonny Rollins Quartet) – 3:06 (Richard Rodgers) – Registrato il 17 dicembre 1951

Lato B
1. Newk's Fadeaway (Sonny Rollins Quartet) – 3:10 (Sonny Rollins) – Registrato il 17 dicembre 1951
2. Time on My Hands (Sonny Rollins Quartet) – 2:42 (Vincent Youmans) – Registrato il 17 dicembre 1951
3. This Love of Mine (Sonny Rollins Quartet) – 2:20 (Frank Sinatra) – Registrato il 17 dicembre 1951
4. Shadrack (Sonny Rollins Quartet) – 2:32 (Robert MacGimsey) – Registrato il 17 dicembre 1951
5. On a Slow Boat to China (Sonny Rollins Quartet) – 2:30 (Frank Loesser) – Registrato il 17 dicembre 1951
6. Mambo Bounce (Sonny Rollins Quartet) – 2:22 (Sonny Rollins) – Registrato il 17 dicembre 1951
7. I Know – 2:32 (Sonny Rollins) – Registrato il 17 gennaio 1951

## Musicisti
The Stopper / Almost Like Being in Love / No Moe / In a Sentimental Mood

Sonny Rollins and The Modern Jazz Quartet
- Sonny Rollins – sassofono tenore
- Milt Jackson – vibrafono
- John Lewis – piano
- Percy Heath – contrabbasso
- Kenny Clarke – batteria

Scoops / With a Song in My Heart / Newk's Fadeaway / Time on My Hands / This Love of Mine / Shadrack / On a Slow Boat to China / Mambo Bounce

Sonny Rollins Quartet
- Sonny Rollins – sassofono tenore
- Kenny Drew – piano
- Percy Heath – contrabbasso
- Art Blakey – batteria

I Know
- Sonny Rollins – sassofono tenore
- Miles Davis – piano
- Percy Heath – contrabbasso
- Roy Haynes – batteria

Note aggiuntive
- Rudy Van Gelder – rimasterizzazione
- Ira Gitler – note [2]